# 키토의 성모
| 베르나르도 데 레가르다(Bernardo de Legarda)의 키토의 성모, 18세기. |                                              |
| 아티스트                                                           | 베르나르도 데 레가르다 (약 1700-1773)        |
| 년도                                                               | 1734년                                       |
| 유형                                                               | 목재, 다색, 은(왕관), 금박                   |
| 움직임                                                             | 키토 학교                                    |
| 치수                                                               | 120cm(47인치)                                |
| 위치                                                               | 성 프란시스 교회 및 수녀원 , 키토 , 에콰도르 |

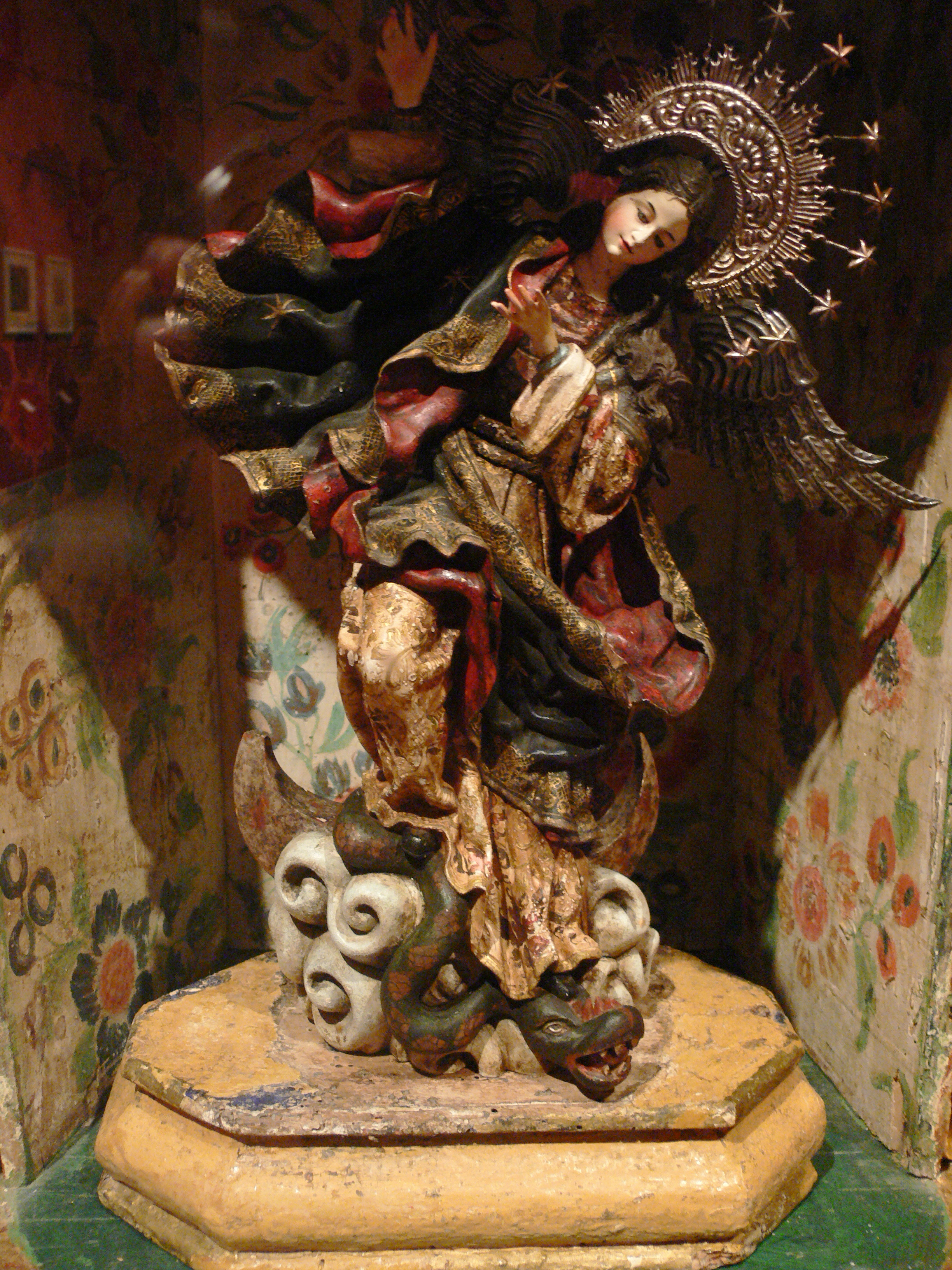
키토의 성모, 묵시록의 성모, 레가르다의 성모

묵시록의 성모, 키토의 날개 달린 성모, 춤추는 마돈나, 레가르다의 성모 라고도 알려진 키토의 성모 ( 스페인어, La Virgen de Quito )는 Quiteño 예술가 Bernardo de Legarda ( ca. 1700- 1773)는 스페인 식민지 시대에 에콰도르 수도에서 발전한 키토 미술 학교 의 가장 대표적인 사례가 되었다. 이 특별한 성모상은 북부 안데스 전역에서 수많은 복제품을 통해 여전히 존경받는 대중적인 숭배 이미지가 되었다.
1734년 원본 작품은 무염시태의 여인으로 구상되고 의뢰되었으며 에콰도르 키토에 있는 샌프란시스코 교회와 수도원의 제단 에서 존경받고 있다.

## 설명
120cm 높이의 조각품 구성은 묵시록의 여인(Woman of the Apocalypse)에 대한 성서적 묘사에서 파생되었다. 요한 계시록 (12,1-2)에 묘사된 대로, 그 여자는 “태양을 옷을 입고” 있었다. 또한 본문에 따르면 그녀의 발 아래에는 초승달이 있고 머리에는 12개의 별이 새겨진 은관이 있다. 용, 즉 원죄의 사과를 입에 물고 있는 사탄과 싸운 후, 그녀는 두 손에 느슨하게 쥐고 있는 무거운 은사슬로 그 짐승을 짓밟고 제압했다. 그녀는 탈출을 위해 은빛 날개를 받았다. 알브레히트 뒤러 (Albrecht Dürer)의 묵시록 시리즈와 같은 16세기 유럽 판화의 영향을 받은 것으로 추정되는 "춤추는" 성모상은 비행과 엑스터시를 모두 전달하는 풍성한 주름 속에서 떠다니는 것처럼 보이며 오른쪽에 두 손을 벌려 몸짓을 하고 있다. 그녀의 맨틀은 진한 파란색이며 바닥에 은색 줄무늬가 있다. Michael Handelsman에 따르면, "흰 피부를 가진 유럽 처녀들과는 달리, 그녀는 분명히 메스티자의 얼굴 특징과 피부색을 가지고 있다." 작품에는 창작자가 서명하고 날짜를 기재했다.
같은 예술가가 만든 이 작품의 더 큰 버전은 콜롬비아 포파얀에 있는 Catedral de Nuestra Señora de la Asunción ( 포파얀 성모 승천 대성당 )에서 존경받고 있다. Nuestra Señora de la Asunción de Popayán ( 포파얀 승천의 성모 )으로 알려진 이 더 큰 성모님은 초승달과 뱀 꼭대기에서 좀 더 과장된 "춤추는" 자세를 취하고 번개로 뱀을 칠 준비를 하고 있다. 이전 작품의 무거운 은사슬을 대체한다. 이 두 인물 모두 "원죄 없는 잉태"(색상 [파란색과 흰색], 떠 있는 것) 또는 " 승천 "(날개, 치켜든 팔)보다는 묵시록의 여인에 대한 도상학적 덫을 더 많이 담고 있다. 마리안의 " 별명 " 세 개가 모두 존재한다.

## 역사

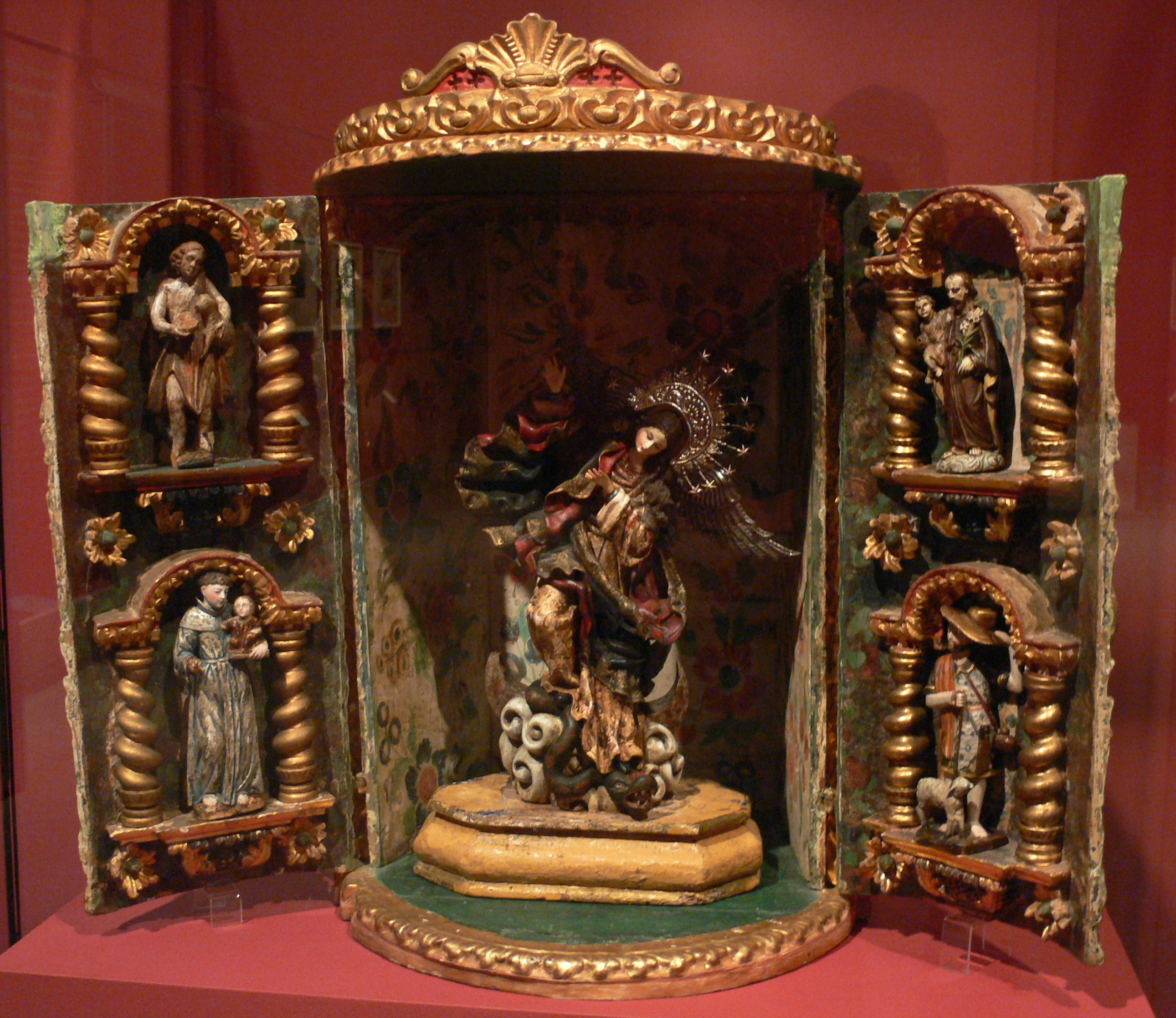
베를린 민족학 박물관 에 전시된 키토의 성모 의 식민지 복제품.

레가르다는 1732년 프란체스코회 신부들에게 샌프란시스코 교회 옆 예배당의 제단화 중 하나에 “원죄 없으신 잉태의 동정녀”의 이미지를 의뢰하기 위해 고용되었을 때 명성을 얻었다. Legarda는 무염시태와 같은 전통적인 이미지에 대한 자신만의 도상학을 거의 만들 수 없었다. 여기에는 아기 그리스도가 포함되지 않으며 색상은 흰색과 파란색이어야 한다. 완성된 작품은 1734년 12월 7일에 프란체스코 수도회에 전달되었으며, 날짜는 예술가의 서명과 함께 성모님의 손에 있는 토막에서 볼 수 있다. 작품의 인상적인 아름다움과 영향력으로 인해 프란체스코 수도회는 즉시 이 작품을 주 제대에 다시 배치했다. 손의 독특한 위치와 드레스의 주름진 부분은 모두 움직이는 느낌을 주었고 곧 "댄싱 버진(Dancing Virgin)"이라는 별명을 얻게 되었다. 설명할 수 없는 날개 때문에 "날개 달린 처녀"라는 별명이 생겼다.
Lagarda가 직접 제작한 더 큰 Popayán 사본 외에도 라틴 아메리카 전역의 셀 수 없이 많은 작은 경건한 이미지가 키토의 샌프란시스코 교회에 있는 유명한 원본 조각품을 복제한다. 유명한 예술가 Caspicara 가 제작한 하나는 브루클린 박물관에 있다. 가장 큰 사본은 스페인 예술가 Agustín de la Herrán Matorras 의 45m 높이 동상 인 El Panecillo의 성모이다. 키토의 El Panecillo로 알려진 언덕에 있다. 알루미늄으로 제작된 이 건물은 1976년부터 도시를 내려다보고 있다.

## 같이 보기
- 샌프란시스코 대성당과 수녀원, 키토
- 키토의 건물 목록

## 참고자료
1. Handelsman, Michael (2000), Culture and Customs of Ecuador (Series: Culture and Customs of Latin America and the Caribbean; Series editor: Peter Standish); Westport, Connecticut/London: Greenwood Press, pg 128.

1. ↑  Handelsman, Michael (2000), Culture and Customs of Ecuador (Series: Culture and Customs of Latin America and the Caribbean; Series editor: Peter Standish); Westport, Connecticut/London: Greenwood Press, pg 128.